# 불안증
불안증(Psychasthenia)은 공포증, 집착, 강박증 또는 과도한 불안을 특징으로하는 심리적 장애이다. 이 용어는 더 이상 DSM-5 같은 정신의학적 진단에는 사용되지 않지만 여전히 정신의학 및 심리학적으로 권위있는 자가보고식 성격검사로 잘 알려진  MMPI(미네소타 다면적 인성검사,Minnesota Multiphasic Personality Inventory) 및 MMPI-2의 10가지 임상척도 프레임워크(framework)중 하나를 구성하고있으며 하위척도를 위한 주요 척도로 사용된다.

## MMPI
MMPI의 임상척도중 7번 척도 불안증(Pt,Psychasthenia)은 우울증(Depression)과 함께 심리적 과정에서 인지적 측면과 균형있는 다루어져야 하는 정서적 측면을 주요하게 다루는 척도로 활용될수있다는 점에서 주요하다.

## 같이 보기
- ICD-10